# باترسون هود
باترسون هود (بالإنجليزية: Patterson Hood)‏ هو مغن مؤلف أمريكي، ولد في 24 مارس 1964 في مسل شولس في الولايات المتحدة.

## وصلات خارجية
- الموقع الرسمي
- باترسون هود على موقع IMDb (الإنجليزية)
- باترسون هود على موقع ميوزك برينز (الإنجليزية)
- باترسون هود على موقع أول ميوزيك (الإنجليزية)
- باترسون هود على موقع ديسكوغز (الإنجليزية)